# Zygmunt Jasnoch
Zygmunt Jasnoch (ur. 12 września 1955 w Kamieniu Pomorskim) – artysta plastyk, z wykształcenia inżynier. Od roku 1958 mieszka w Kołobrzegu. W roku 1976 ukończył Technikum Rybołówstwa Morskiego w Kołobrzegu (obecnie: Zespół Szkół Morskich). W 1977 roku podjął studia w Instytucie Inżynierii Środowiska Wyższej Szkoły Inżynierskiej w Koszalinie, które ukończył w 1982 roku. Swoje uzdolnienia plastyczne rozwijał w Pracowni Kołobrzeskiego Ośrodka Kultury w latach 1974 - 1980, biorąc równocześnie udział w dorocznych przeglądach kołobrzeskiej plastyki nieprofesjonalnej organizowanych w Matej Galerii w Kołobrzegu oraz przeglądach wojewódzkich organizowanych przez Wojewódzki Dom Kultury w Koszalinie. W roku 2001 został przyjęty do Związku Polskich Artystów Plastyków na podstawie prac przez komisję w Gdańsku.
Od 2003 roku jest współzałożycielem i członkiem Stowarzyszenia Artystów „Grupa Kołobrzeg”. Od najmłodszych lat zachwycał się sztukami pięknymi, zwłaszcza malarstwem. Stworzył setki prac o zróżnicowanej tematyce, zarówno w nurcie realizmu symbolicznego, jak i czystej abstrakcji. Brał udział we wszystkich wystawach organizowanych przez ZPAP oddział Koszalin Słupsk, oraz SA „Grupa Kołobrzeg”. Miał wiele wystaw indywidualnych zarówno w Polsce, jak i za granicą.

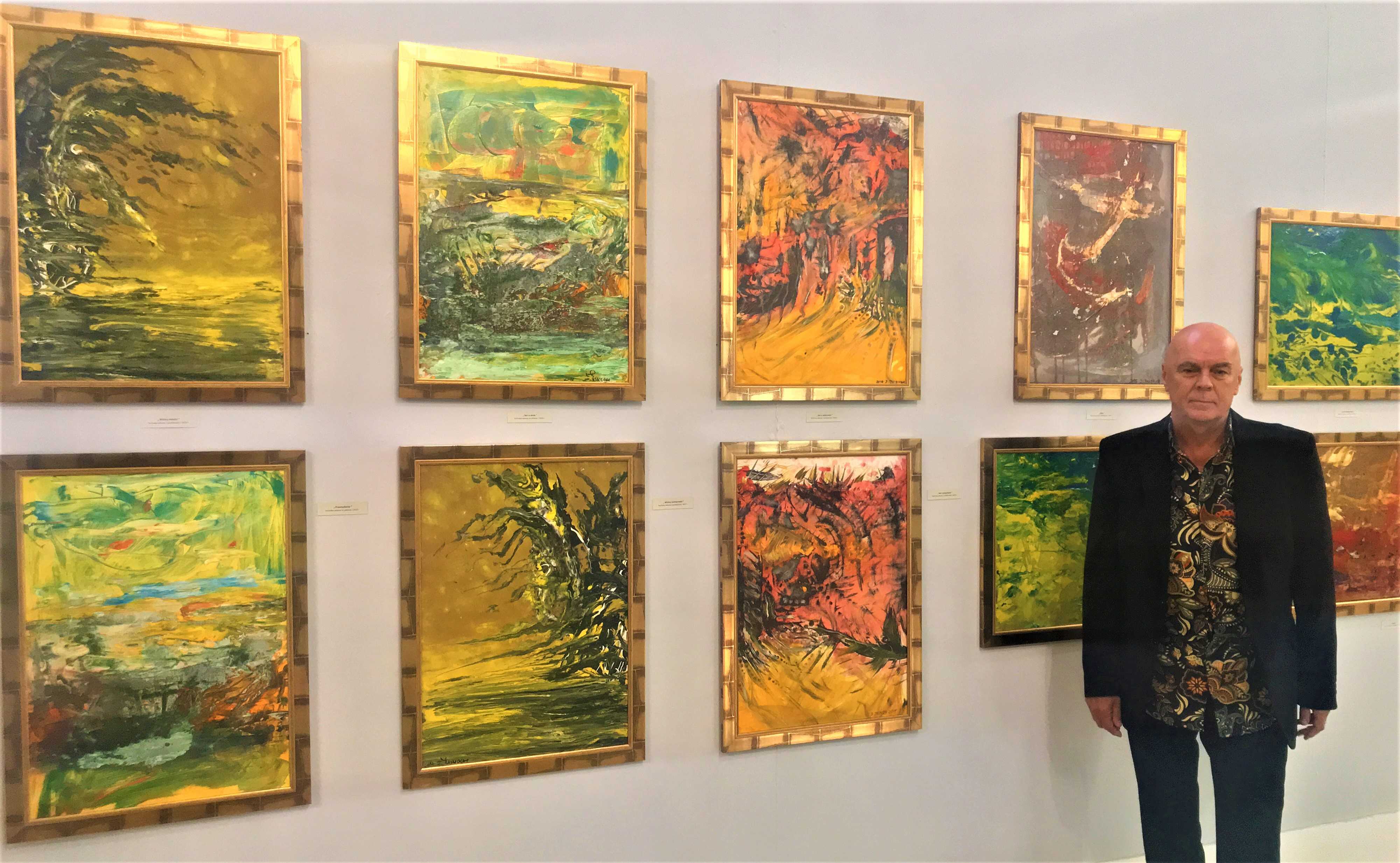
Zygmunt Jasnoch oraz jego najnowsze prace. Kołobrzeg 2020.

## Wystawy indywidualne
- 1984 w kawiarni WDK Koszalin
- 1987 w Klubie Książki i Prasy „RUCH: w Gościnie
- 1989 w Miejskim Klubie NOT, wystawa ta była czynna przez 11 lat
- 1995 w Małej Galerii Sztuki w Kołobrzegu
- 1998 w Galerii Sztuki Współczesnej w Kołobrzegu
- 2001 w BWA (Biuro Wystaw Artystycznych) PIŁA
- 2002 w Galeria Kongresowa Bydgoszcz
- 2004 w Galeria Sztuki Współczesnej w Kołobrzegu[3]
- 2010 w Galeria Sztuki Współczesnej w Kołobrzegu[4]
- 2011 w Galeria „RATUSZ” Koszalin
- 2013 w Galeria „KONTRASTE” Neumunster Niemcy
- 2015 w Galeria „Hotel Kielczanka” w Kołobrzegu
- 2017 w Galeria „ZSM” w Kołobrzegu[5]
- 2019 w Galeria „Hotel Kielczanka” w Kołobrzegu
- 2020 w Galeria Sztuki Współczesnej w Kołobrzegu[6][7][8]

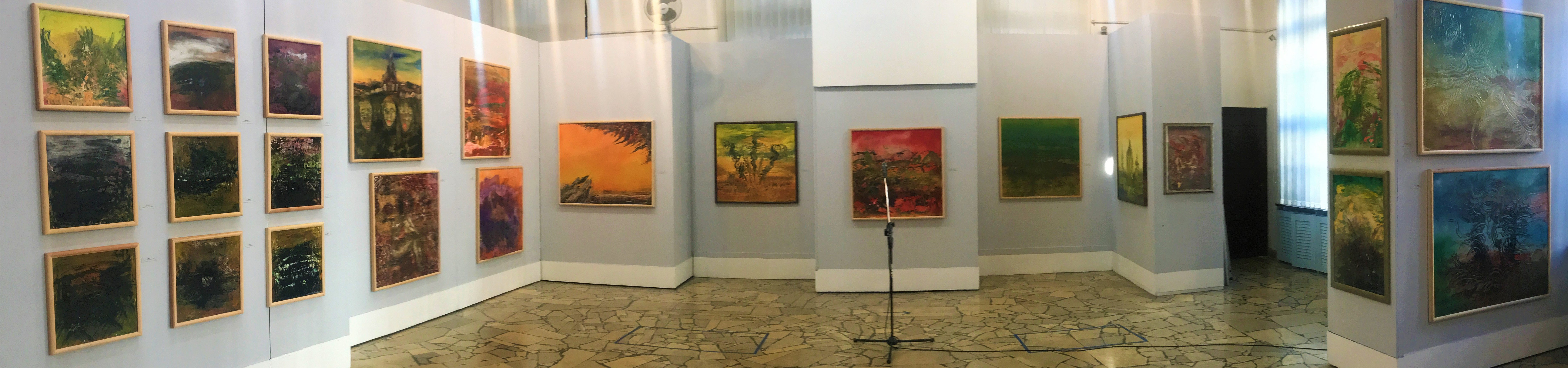
Wystawa malarstwa Zygmunta Jasnocha w Kołobrzegu, 2020 r.

## Wystawy zbiorowe
- 1974 – 1980 Doroczne przeglądy plastyki w Małej Galerii w Kołobrzegu oraz Wojewódzki Dom Kultury w Koszalinie
- 1977 – Plastyka Ziem Północnych i Zachodnich w Szczecinie
- 1977 – II Triennale Plastyki we Wrocławiu
- 1998 – II Triennale Plastyki w Warszawie
- 1984 – w kawiarni WDK w Koszalinie
- 1992 – Twórczość Artystów Województwa Koszalińskiego
- 1993 – Twórczość Artystów Kołobrzeskich
- 1995 – „Salon Letni 95" – Twórczość Artystów Kołobrzeskich
- 1996 – „Salon Letni 96" – Twórczość Artystów Kołobrzeskich
- 1996 – „Razem – Gemeinsam” Berlin
- 2003 – 2019 – Udział we wszystkich wystawach organizowanych przez Stowarzyszenie Artystów „GRUPA KOŁOBRZEG”
- 2002 – 2019 – Udział we wszystkich wystawach organizowanych przez Związek Plastyków Artystów Polskich Okrąg Kołobrzeg[3] – Słupsk, m.in.: 6 x SZTUKA, KOBIETA W SZTUCE, i inne
- 2012 i 2017 poplenerowe wystawy w OSIEKACH pod Koszalinem